# Beryl Victoria Teresa Davies
Beryl Victoria Teresa Davies (Southport, Anglaterra 1916 – Tarragona 1997), també coneguda com a B.V.T Davies, va ser una artista és anglesa que als voltants de 1963 es va establir a Tarragona, en casar-se amb el tarragoní Javier Rendé.
Al mes d'octubre de 1962 es presenta a la sala del Sindicat d'Iniciativa i Turisme de Tarragona una mostra d'olis i aquarel·les amb temes diversos, molts dels quals estan relacionats amb les comarques de Tarragona. Concretament, el claustre i el jardí de la catedral, la plaça del Pallol i el Port de Tarragona, Salou, Poblet, Santes Creus, l'Espluga de Francolí, etc. Estudia a l'Escola d'Art de la seva ciutat, de la qual després serà professora. Va treballar com a il·lustradora de llibres i durant la Segona Guerra Mundial està en primera línia prenent apunts per a il·lustrar les entrevistes que fan a polítics.
El novembre del 1962, inaugura la temporada de la Sala del Centre de Lectura de Reus. Com en la mostra anterior, la seva obra fou molt ben rebuda. A la tardor de 1964 torna a inaugurar la temporada al Centre de Lectura, i presenta trenta-quatre obres entre retrats i paisatges. També, en aquest mateix any, es crea l'Associació d'Aquarel·listes de la província de Tarragona. El seu objectiu és la celebració d'un saló anual que, inaugurant a Tarragona, i posteriorment a Reus, Tortosa i Valls, per acabar a Barcelona. El grup està integrat per: Josep Burdeus, B.V.T. Davies i Joan B. Plana, de Tarragona; Pere Caldeó i Ceferí Olivé, de Reus; Joan Antó, Joan Josep Carbó i Francisco Santiago, de Tortosa, i Lluís Fontmunté (o Luis), de Mont-Roig.

## Obra
La seva obra pictòrica fou molt elogiada. Davies es fa un lloc en el món artístic de Tarragona, ja que hi exposa quasi cada any, ven moltes de les seves obres i a més, varia gradualment la seva manera de pintar. A la seva arribada al Mediterrani, deixa d'usar els papers grisos o beix per reflectir els paisatges d'Anglaterra i utilitza i dona més importància a la llum pròpia del territori. La seva pintura es mou sempre dins de les línies típiques i tòpiques quant als temes que treballa; són habituals les imatges de pobles vells, amb ambients que ens fan retrocedir a final del segle xix o començament del XX, a més de llocs característics de la ciutat o del port.
Exposicions:
- L'any 1962: es presenta a la sala del Sindicat d'Iniciativa i Turisme de Tarragona.
- L'any 1962: inaugura la temporada de la Sala del Centre de Lectura de Reus.
- L'any 1964: inaugurar la temporada al Centre de Lectura.